# Trachinotus paitensis
Trachinotus paitensis är en fiskart som beskrevs av Cuvier 1832. Trachinotus paitensis ingår i släktet Trachinotus och familjen taggmakrillfiskar. IUCN kategoriserar arten globalt som livskraftig. Inga underarter finns listade i Catalogue of Life.